# Jeremy Allen White
Jeremy Allen White (Brooklyn, 1991. február 17. –) kétszeres Primetime Emmy- és háromszoros Golden Globe-díjas amerikai színész.
Elsőként Phillip "Lip" Gallagher szerepében vált ismertté a Shameless – Szégyentelenek (2011–2021) című sorozatban. 2022-től A mackó című vígjáték-drámasorozatban főszereplőként alakítja Carmen "Carmy" Berzattót, mellyel Primetime Emmy- és Golden Globe-díjakat nyert.
Filmjei közé tartozik A rosszabbnál is rosszabb (2013), az After Everything (2018), A titkok háza (2020) és a Vaskarom (2023).

## Magánélete
2008-ban ismerkedett meg Addison Timlin színésznővel az Afterschool című film forgatásán, mindketten 17 évesek voltak. 2019-ben házasodtak össze. Két lányuk született, 2018 októberében és 2020 decemberében. Timlin 2023 májusában kezdeményezett válópert.
2023 őszétől White Rosalía spanyol énekesnő párja.

## Filmográfia

### Film
| Év   | Magyar cím                                    | Eredeti cím            | Szerep          | Magyar hang  |
| ---- | --------------------------------------------- | ---------------------- | --------------- | ------------ |
| 2006 |                                               | Beautiful Ohio         | Clive fiatalon  |              |
| 2007 | Esélytelen boldogság                          | The Speed of Life      | Sammer          |              |
| 2008 |                                               | Afterschool            | Dave            |              |
| 2010 | 12 – A romlás napjai                          | Twelve                 | Charlie         |              |
| 2012 |                                               | The Time Being         | Gus             |              |
| 2013 | Movie 43: Botrányfilm (Magántanulók szegmens) | Movie 43               | Kevin Miller    | Czető Roland |
| 2013 | A rosszabbnál is rosszabb                     | Bad Turn Worse         | Bobby           | Jakab Márk   |
| 2014 | Foszd ki a maffiát!                           | Rob the Mob            | Robert Uva      |              |
| 2018 |                                               | After Everything       | Elliot          |              |
| 2020 | A titkok háza                                 | The Rental             | Josh            | Czető Roland |
| 2020 |                                               | Viena and the Fantomes | Freddy          |              |
| 2021 |                                               | The Birthday Cake      | Tommaso         |              |
| 2023 |                                               | Fremont                | Daniel          |              |
| 2023 | Körmök                                        | Fingernails            | Ryan            |              |
| 2023 | Vaskarom                                      | The Iron Claw          | Kerry Von Erich | Czető Roland |

Rövidfilmek
- 2007: Aquarium – David
- 2008: The Fourth – Ryan (forgatókönyvíró és producer)
- 2009: Gloria & Eric – Eric
- 2017: Chasing You – Ben
- 2018: Cornflower – Ladle

### Televízió
| Év        | Magyar cím                               | Eredeti cím                       | Szerep                  | Megjegyzések                                                |
| --------- | ---------------------------------------- | --------------------------------- | ----------------------- | ----------------------------------------------------------- |
| 2006      | Kötelező ítélet                          | Conviction                        | Jack Phelps             | 1 epizód                                                    |
| 2007–2008 | Esküdt ellenségek                        | Law & Order                       | Jeremy / Andy Steel     | 2 epizód                                                    |
| 2010      | Esküdt ellenségek: Különleges ügyosztály | Law & Order: Special Victims Unit | Michael Parisi          | 1 epizód                                                    |
| 2011–2021 | Shameless – Szégyentelenek               | Shameless                         | Phillip "Lip" Gallagher | - főszereplő (134 epizód) - magyar hangja: - Molnár Levente |
| 2018      |                                          | Homecoming                        | Shrier                  | 4 epizód                                                    |
| 2022–     | A mackó                                  | The Bear                          | Carmen "Carmy" Berzatto | - főszereplő - magyar hangja: - Czető Roland                |

## Fontosabb díjak és jelölések

### A mackó
| Díj                     | Kategória                                                | Év   | Eredmény | Ref.   |
| ----------------------- | -------------------------------------------------------- | ---- | -------- | ------ |
| Golden Globe-díj        | legjobb férfi főszereplő (musical- vagy vígjátéksorozat) | 2023 | Elnyerte | [ 16 ] |
| Golden Globe-díj        | legjobb férfi főszereplő (musical- vagy vígjátéksorozat) | 2024 | Elnyerte | [ 16 ] |
| Golden Globe-díj        | legjobb férfi főszereplő (musical- vagy vígjátéksorozat) | 2025 | Elnyerte | [ 16 ] |
| Primetime Emmy-díj      | legjobb férfi főszereplő (vígjátéksorozat)               | 2023 | Elnyerte | [ 17 ] |
| Primetime Emmy-díj      | legjobb férfi főszereplő (vígjátéksorozat)               | 2024 | Elnyerte | [ 17 ] |
| Primetime Emmy-díj      | legjobb férfi főszereplő (vígjátéksorozat)               | 2025 | Jelölve  |        |
| Screen Actors Guild-díj | legjobb szereplőgárda (vígjátéksorozat)                  | 2023 | Jelölve  |        |
| Screen Actors Guild-díj | legjobb szereplőgárda (vígjátéksorozat)                  | 2024 | Elnyerte |        |
| Screen Actors Guild-díj | legjobb színész (vígjátéksorozat)                        | 2024 | Elnyerte |        |
| Screen Actors Guild-díj | legjobb színész (vígjátéksorozat)                        | 2025 | Jelölve  | [ 18 ] |
| Screen Actors Guild-díj | legjobb szereplőgárda (vígjátéksorozat)                  | 2025 | Jelölve  | [ 18 ] |

### Egyéb
| Év   | Díj                               | Kategória                                                    | Jelölt mű                  | Eredmény |
| ---- | --------------------------------- | ------------------------------------------------------------ | -------------------------- | -------- |
| 2014 | Arany Málna díj                   | legrosszabb filmes páros (teljes szereplőgárdával megosztva) | Movie 43: Botrányfilm      | Jelölve  |
| 2014 | Critics' Choice Television Awards | legjobb férfi mellékszereplő (vígjátéksorozat)               | Shameless – Szégyentelenek | Jelölve  |

## Fordítás
- Ez a szócikk részben vagy egészben  a   Jeremy Allen White című angol Wikipédia-szócikk ezen változatának fordításán alapul.  Az eredeti cikk szerkesztőit annak laptörténete sorolja fel. Ez a jelzés csupán a megfogalmazás eredetét és a szerzői jogokat jelzi, nem szolgál a cikkben szereplő információk forrásmegjelöléseként.